# Joan Ganz Cooney
Joan Ganz Cooney (* 30. November 1929 in Phoenix) ist eine US-amerikanische Fernsehproduzentin und Miterfinderin der Sesamstraße.

## Leben
Joan Ganz wurde 1929 in Phoenix im Bundesstaat Arizona geboren. Im Jahr 1951 schloss sie einen bildungswissenschaftlichen Studiengang an der University of Arizona ab und schlug danach eine journalistische Karriere ein, die sie zunächst zur Zeitung Arizona Republic und dann in die Fernsehlandschaft der US-Ostküste verschlug. Von 1954 bis 1962 arbeitete sie bei NBC sowie in der Produktion für die CBS-Serie The United States Steel Hour. Anschließend übernahm sie eine Anstellung als Produzentin für Dokumentarfilme bei der New Yorker TV-Station WNET, wo sie sich einen Namen für Dokumentationen über benachteiligte Kinder aus der New Yorker Unterschicht machte. Aus dieser Arbeit heraus begann Cooney zu überlegen, inwiefern man das Medium als Fernsehen als Bildungsweg für arme Kinder nutzen könnte. Diese Überlegungen wollte Cooney immer mehr in die Tat umsetzen, sodass sie begann, nach möglichen Unterstützern zu suchen. Dabei kam sie in Kontakt mit Lloyd Morrisett, dem damaligen Vize-Präsidenten der großen Stiftung Carnegie Corporation, der ähnliche Überlegungen angestellt hatte. Mit finanzieller Rückendeckung durch Morrisetts Arbeitgeber erstellten die beiden anschließend über drei Monate eine Studie, die die Möglichkeiten und das Potential von Bildungsfernsehen für Kinder ausloten sollte.
Aus der Zusammenarbeit mit Morrisett heraus entstand der Children’s Television Workshop, eine TV-Produktionsgesellschaft, die in den folgenden Monaten das Konzept der Sesamstraße entwickelte. Nach Cooneys Vision wurde die Serie edukativ und abwechslungsreich zugleich; Ziel war es, dass die angepeilte Zuschauergruppe – Kinder im Vorschulalter – die Figuren der Serie ins Herz schließen, aber auch etwas mitnehmen sollten. Neben dem Erlernen von Grundfähigkeiten wie Rechnen und Buchstabieren legte Cooney dabei auch Wert auf zwischenmenschliche Werte. Auf ihr Betreiben wurde auch Jim Henson zum Team der Sesamstraße geholt und entwickelte dort die Muppets. Mit finanzieller Unterstützung durch das United States Office of Education, der Carnegie Corporation und der Ford Foundation konnte daraufhin die Produktion der ersten Folgen der Sesamstraße erfolgen, die schnell ein großer Erfolg wurde.
Über viele Jahre hinweg blieb Cooney in leitender Funktion Teil des Children’s Television Workshop, der später nach seiner bekanntesten Serie in Sesame Workshop umbenannt wurde. Bis 1990 amtierte Cooney als Präsidentin des Unternehmens, von 1988 bis 2020 war sie CEO des Workshop. Seit ihrem Rückzug aus dem operativen Geschäft 2020 übernimmt sie die symbolische Rolle des Lifetime Honorary Trustee. Unter Cooneys Führung entstanden im Rahmen des Workshop neben der Sesamstraße auch TV-Serien für ältere Kinder wie The Electric Company, Square One TV und 3-2-1 Contact. Diese Serien konnten aber nie den Erfolg der Sesamstraße überbieten. Neben ihrer Arbeit im Sesame Workshop übernahm Cooney auch Leitungspositionen in anderen Unternehmen sowie bei diversen karitativen Organisationen. Für ihren Anteil am riesigen Erfolg der Sesamstraße und ihren Einfluss auf das Bildungsfernsehen für Kinder erhielt Cooney diverse Auszeichnungen. Auf Betreiben des Sesame Workshop existiert seit 2007 das Joan Ganz Cooney Center zur Erforschung des Potenzials digitaler Medien in der Kindererziehung.
Für viele Jahre war Cooney mit dem Unternehmer und Politiker Peter George Peterson (1926–2018) verheiratet.

## Ehrungen (Auswahl)
- 1970: Ehrendoktor des Boston College[4]
- 1971: Ehrendoktor der Hofstra University[5]
- 1973: Ehrendoktor der Princeton University[6]
- 1978: Ehrendoktor der Georgetown University[7]
- 1982: Ehrendoktor der University of Notre Dame[8]
- 1986: Ehrendoktor des Smith College[9]
- 1987: Ehrendoktor der Brown University[10]
- 1989: Daytime Emmy Lifetime Achievement Award[2]
- 1989: Aufnahme in die American Academy of Arts and Sciences[11]
- 1989: Aufnahme in die Television Hall of Fame[12]
- 1989: Centennial Medallion Award der University of Arizona[3]
- 1991: Ehrendoktor der Columbia University[13]
- 1991: Ehrendoktor der New York University[14]
- 1995: Presidential Medal of Freedom[1]
- 1995: Bower Award for Business Leadership
- 1998: Aufnahme in die National Women’s Hall of Fame[15]
- 2002: Ehrendoktor der University of Pennsylvania[16]
- 2003: National Humanities Medal[2]
- 2006: Ehrendoktor des Dartmouth College[17]
- 2010: National Book Foundation’s Literarian Award
- 2012: Ehrendoktor der Northwestern University[18]